# Playboi Carti
Playboi Carti (rojeni Jordan Terrell Carter, 13. september 1996, Atlanta, Georgia, ZDA) je ameriški raper, pevec, tekstopisec in modna ikona. Znani je postal po svojem eksperimentalnem glasbenem slogu, edinstveni vokalni tehniki in vplivu na razvoj sodobnega trap podžanra. Njegova javna podoba je skrivnostna in pogosto izzivalna, z vplivi punka, gotike in visoke mode.
Zgodnje življenje
Jordan Terrell Carter se je rodil 13. septembra 1996 v Atlanti, Georgia, in odraščal v soseski Riverdale. Obiskoval je North Springs Charter High School. Sprva je želel postati profesionalni košarkar, a se je že v najstniških letih odločil za glasbeno pot.
Na začetku je ustvarjal pod umetniškim imenom Sir Cartier, nato pa se leta 2013 preimenoval v Playboi Carti. Svoje prve pesmi je objavljal na platformi SoundCloud, kjer je hitro pritegnil pozornost zaradi surovega in ekscentričnega stila.
Glasbena kariera
2015–2016: Zgodnji uspeh
Carti je v teh letih izdal viralne pesmi, kot so Broke Boi in Fetti, ki so postale uspešnice na SoundCloudu. Povezal se je s kolektivom AWGE (v okviru ASAP Mob), kar mu je pomagalo prodreti globlje v rap industrijo.
2017: Playboi Carti (mixtape)
Aprila 2017 je izdal svoj prvi uradni mixtape z naslovom Playboi Carti, ki je vseboval hite "Magnolia" in "wokeuplikethis" (feat. Lil Uzi Vert). Projekt je požel velik komercialni uspeh, mixtape pa je dosegel 12. mesto na Billboard 200. S tem se je Carti uveljavil kot vodilni glas novega trap vala.
2018: Die Lit
Leta 2018 je Carti izdal svoj prvi studijski album Die Lit, ki je debitiral na 3. mestu ameriške lestvice Billboard 200. Album je bil znan po ekscentrični, skoraj pankovski energiji, minimalistični produkciji producenta Pi’erre Bourna in nenavadni vokalni izvedbi. Die Lit je sčasoma postal kultni projekt, ki je močno vplival na mlajše izvajalce.
2020: Whole Lotta Red
Po dolgem čakanju in številnih zamikih je Playboi Carti 25. decembra 2020 izdal svoj drugi album Whole Lotta Red, ki je debitiral na 1. mestu Billboard 200. Album je vseboval 24 pesmi in gostujoče nastope Kanye Westa, Kid Cudija in Futureja.
Whole Lotta Red je bil polarizirajoč – slišati je bilo veliko nenavadne vokalne izvedbe (t.i. »baby voice«), eksperimentalnih beatov in industrijskih vplivov. Čeprav so bile prve ocene mešane, so ga sčasoma oboževalci in kritiki prepoznali kot prelomni album novega vala.
2021–2025: Music (prej znan kot I AM MUSIC)
Po uspehu Whole Lotta Red je Carti več let napovedoval nov projekt, sprva z delovnim naslovom Narcissist, nato I AM MUSIC. Po več zamudah je 14. marca 2025 končno izdal svoj tretji studijski album z naslovom Music, ki je takoj zasedel 1. mesto na lestvici Billboard 200.
Album vsebuje 30 pesmi in ohranja Cartijev značilni eksperimentalni slog z vplivi punka, gotha, elektronike in industriala. Gostujejo umetniki iz njegove založbe Opium (npr. Ken Carson, Destroy Lonely, Homixide Gang), pa tudi presenetljivi gosti izven rap scene.
Čeprav naslov albuma ni I AM MUSIC, kot so sprva pričakovali oboževalci, je to ime ostalo povezano s promocijsko kampanjo in turnejo, zaradi česar se ga pogosto napačno omenja kot uradni naslov.
Umetniški slog
Playboi Carti je znan po svojem nenavadnem vokalnem slogu, znanem kot »baby voice« – visoko-piskajoče rapanje z velikim poudarkom na ritmu in zvoku, ne pa vsebini besedil. Njegova produkcija je pogosto surova, minimalistična in eksperimentira s strukturo skladb.
Njegov vizualni slog vključuje vplive visoke mode (nosi Rick Owens, Balenciago, Raf Simonsa), okultne simbole, vampirsko gotiko in pankovsko estetiko. Pogosto sodeluje z oblikovalci in umetniki izven glasbene industrije.
Vpliv
Carti velja za enega najvplivnejših umetnikov generacije »SoundCloud rapa«. Njegov slog so prevzeli številni novi umetniki, predvsem tisti, povezani z njegovo založbo Opium. Njegov vpliv presega glasbo in zajema tudi modo, estetiko in scensko prezenco.
Osebno življenje
Carti ima sina z avstralsko raperko Iggy Azaleo, s katero sta imela burno zvezo. Znano je, da Carti živi precej samotarsko življenje in se redko pojavlja v medijih. V zadnjih letih se je njegova podoba spremenila v še bolj skrivnostno in teatralno – pogosto se na odru pojavi v črnih oblačilih, s poslikanim obrazom in temno osvetlitvijo.
Diskografija
Studijski albumi:
Die Lit (2018)
Whole Lotta Red (2020)
Music (2025)
Mixtape:
Playboi Carti (2017)
Glej tudi
Trap glasba
SoundCloud rap
Opium (založba)
Zunanje povezave
Playboi Carti na AllMusic
Discogs profil
Instagram
Wikipedia angleško – Playboi Carti
Wikipedia angleško – Music (album)